# Madurodam

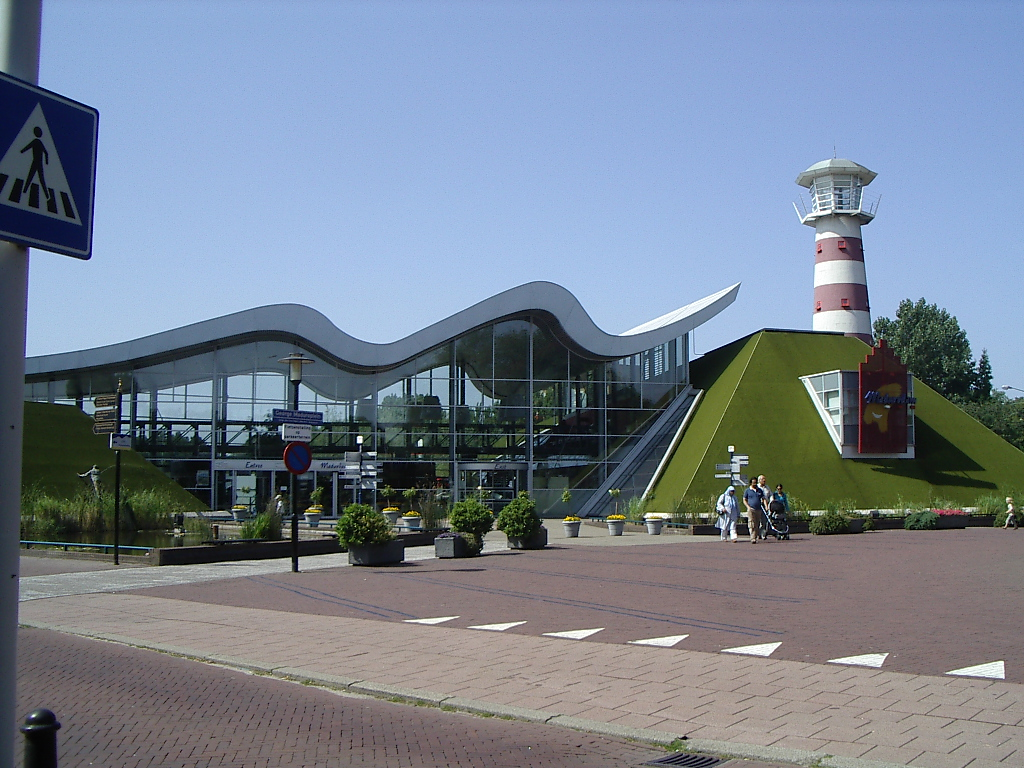
Entrada hacia Madurodam.

Madurodam es un parque en miniatura ubicado en Scheveningen, La Haya, Holanda. Se trata de un modelo de un pueblo neerlandés en una escala de 1:25, compuesto por varios edificios y monumentos neerlandeses que se encuentran a lo largo del país. Este importante atractivo turístico fue construido en 1952 y visitado por unos diez millones de personas desde su construcción. El parque en miniatura fue nombrado en homenaje a George Maduro, un estudiante de Derecho de Curazao que luchó contra la ocupación de las fuerzas nazis como miembro de la resistencia neerlandesa y murió en campo de concentración de Dachau en 1945.
El 2 de julio de 1952, la entonces adolescente princesa Beatriz fue nombrada alcaldesa de Madurodam, tras lo cual dio una gira por su pueblo. Cuando Beatriz se convirtió en reina de los Países Bajos, renunció a esta función. Hoy en día, el alcalde de Madurodam es elegido por un consejo de juventud municipal que consta de veinticinco alumnos de las escuelas de la región.
Esta atracción fue la inspiración para construir Storybook Land.